# Osservatorio dei Pises
| 16900 Lozère        | 27 febbraio 1998  |
| 18623 Pises         | 27 febbraio 1998  |
| 20488 Pic-du-Midi   | 17 luglio 1999    |
| 24948 Babote        | 9 luglio 1997     |
| 26210 Lingas        | 6 settembre 1997  |
| 31110 Clapas        | 13 agosto 1997    |
| 31192 Aigoual       | 29 dicembre 1997  |
| 33746 Sombart       | 17 luglio 1999    |
| 38237 Roche         | 16 luglio 1999    |
| 44001 Jonquet       | 6 settembre 1997  |
| 46719 Plantade      | 1º agosto 1997    |
| 52589 Montviloff    | 12 agosto 1997    |
| 59793 Clapiès       | 16 luglio 1999    |
| 72876 Vauriot       | 20 maggio 2001    |
| 82926 Jacquey       | 25 agosto 2001    |
| 86043 Cévennes      | 16 luglio 1999    |
| 91422 Giraudon      | 16 luglio 1999    |
| 132719 Lambey       | 1º agosto 2002    |
| 135069 Gagnereau    | 15 agosto 2001    |
| 153333 Jeanhugues   | 25 luglio 2001    |
| 159409 Ratte        | 16 luglio 1999    |
| 186007 Guilleminet  | 18 agosto 2001    |
| (199949) 2007 HR15  | 21 aprile 2007    |
| (212483) 2006 QF82  | 25 agosto 2006    |
| (221767) 2007 GT32  | 15 aprile 2007    |
| 225711 Danyzy       | 17 agosto 2001    |
| (228168) 2009 SZ188 | 21 settembre 2009 |
| 233522 Moye         | 18 aprile 2007    |
| (233660) 2008 QR32  | 27 agosto 2008    |
| 333636 Reboul       | 26 agosto 2008    |
| 361183 Tandon       | 24 agosto 2006    |
| 435552 Morin        | 27 agosto 2008    |

L'osservatorio dei Pises (in francese Observatoire des Pises) è un osservatorio astronomico francese situato nel Parco nazionale delle Cevenne a 1300 m s.l.m.. Il suo codice MPC è 122 Pises Observatory.
Il Minor Planet Center gli accredita la scoperta di ventinove asteroidi effettuate tra il 1997 e il 2009.

## Storia
L'osservatorio fu voluto dalla Società Astronomica di Montpellier su un sito già scelto all'inizio degli anni ottanta del XX secolo per raduni di astrofili grazie alle favorevoli condizioni di osservazione che poteva garantire.
L'osservatorio nacque nel 1985 utilizzando e poi ampliando un preesistente edificio rurale. Nel 1987 con il completamento della cupola, l'osservatorio divenne pienamente operativo.